# Multiplast
 (janvier 2024).
Multiplast est un chantier naval situé à Vannes dans le Morbihan, en France ainsi qu'une société spécialisée dans la conception et la fabrication de pièces en matériaux composites.

## Localisation
Depuis 1984, le siège social de l'entreprise est situé allée Loïc-Caradec, dans le parc du Golfe à Vannes.
| Multiplast |

## Historique
Créée en 1981 à Carquefou, l'entreprise est spécialisée dans la conception de multicoques et de monocoques pour la course au large.
L'entreprise déménage à Vannes, le 26 octobre 1984.

## Réalisations
- 1984 : Charles Heidsieck
- 1987 : Jet Services V/Commodore Explorer
- 2000 : Doha 2006
- 2000 : Orange
- 2001 : Géronimo
- 2002 : Gitana X
- 2003 : Orange II
- 2006 : Groupama 3
- 2007 : Brit Air
- 2008 : DCNS
- 2010 : Groupama 4
- 2012 : Prince de Bretagne
- 2014 : Sodebo Ultim'
- 2015 : Gitana 16
- 2017 : Gitana 17
- 2019 : Sodebo Ultim' 3
- 2021 : V and B-Monbana-Mayenne
- 2022 : Team Malizia
- 2023 : Paprec Arkea
- 2023 : Jaro 60
- 2024 : OERT